# Grote Nationale Assemblee van Turkije
De Grote Nationale Assemblee van Turkije (Turks: Türkiye Büyük Millet Meclisi, TBMM) is het parlement van Turkije. Het werd opgericht in Ankara op 23 april 1920 door Mustafa Kemal (de latere Atatürk) en speelde een vrij grote rol bij de Turkse Onafhankelijkheidsoorlog tussen 1919 en 1923.
Het is een eenkamerparlement. De 600 leden worden elke vijf jaar gekozen volgens de Methode-D'Hondt. Het zittende parlement werd gekozen op 14 mei 2023. De huidige voorzitter is sinds 7 juni 2023 Numan Kurtulmuş van de Partij voor Rechtvaardigheid en Ontwikkeling.

## Zetelverdeling
Sinds 2023 is de zetelverdeling tussen de partijen in de Grote Nationale Assemblee als volgt:
- Regering (318)
  -  AKP (264)
  -  MHP (49)
  -  Hüda Par (4)
  -  DSP (1)

- Oppositie (281)
  -  CHP (129)
  -  HDP (57)
  -  İYİ (38)
  -  SP (20)
  -  DEVA (15)
  -  YRP (5)
  -  TİP (4)
  -  DP (3)
  -  EMEP (2)
  -  DBP (2)
  - Onafhankelijken (6)

## Parlementsvoorzitter

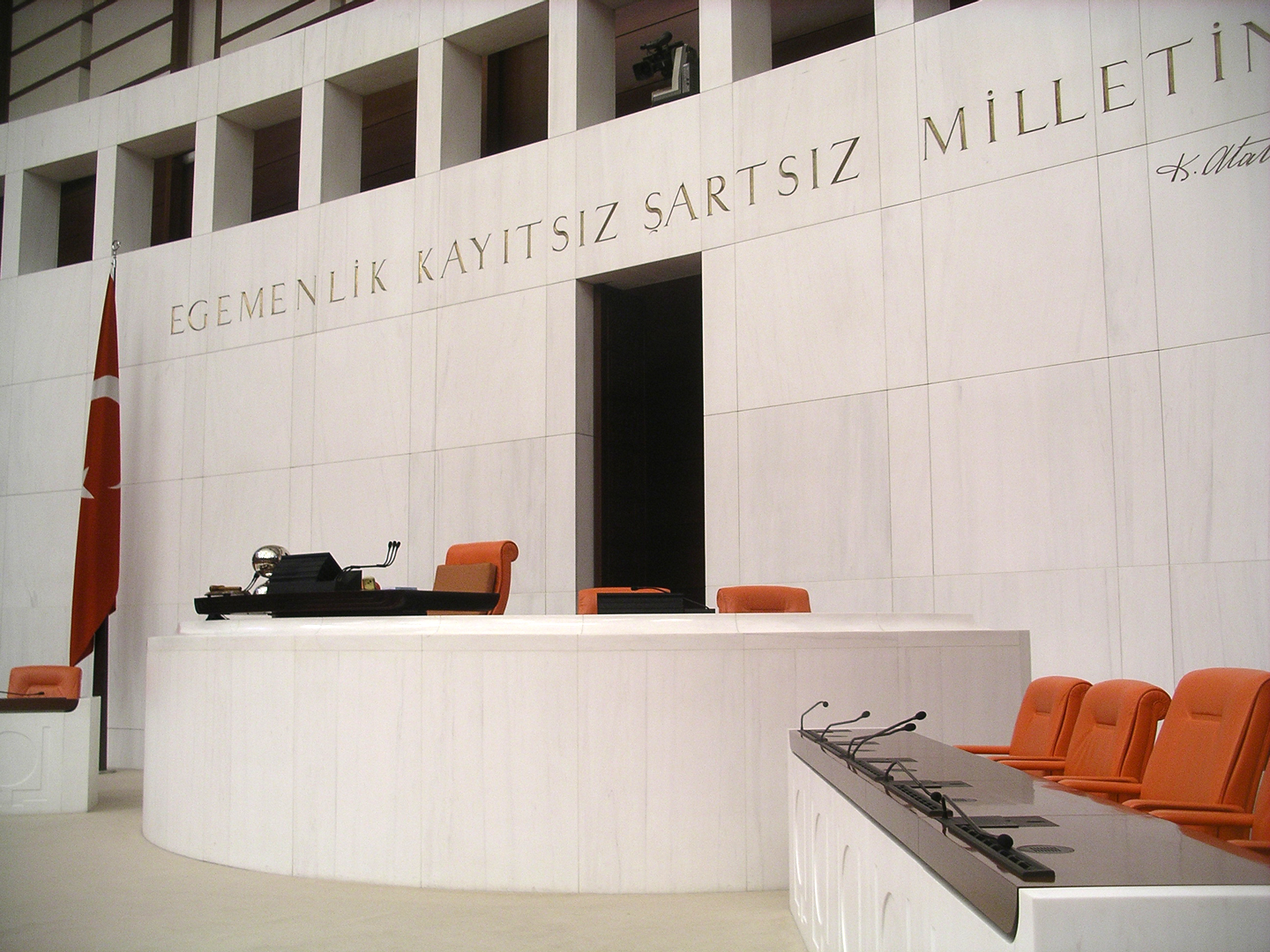
De stoel van de voorzitter

Abchazië: Parlement · 
Albanië: Kuvendi · 
Andorra: Consell General de les Valls · 
Armenië: Azgayin Zhoghov · 
Azerbeidzjan: Milli Məclis · 
België: Federaal Parlement (Senaat en Kamer) · 
Bosnië en Herzegovina: Parlementarna Skupština · 
Bulgarije: Narodno Sobranie · 
Cyprus: Vouli ton Antiprosópon · 
Denemarken: Folketing · 
Duitsland: Bundestag (en Bundesrat) · 
Estland: Riigikogu · 
Finland: Eduskunta · 
Frankrijk: Parlement (Assemblée nationale en Sénat) · 
Georgië: Parlement · 
Griekenland: Vouli · 
Hongarije: Országgyűlés · 
Ierland: Oireachtas (Dáil en Seanad) · 
IJsland: Alþingi · 
Italië: Parlement (Kamer en Senaat) · 
Kazachstan: Parlamenti (Majilis en Senaat) · 
Kosovo: Assemblee · 
Kroatië: Sabor · 
Letland: Saeima · 
Liechtenstein: Landtag · 
Litouwen: Seimas · 
Luxemburg: Chambre · 
Macedonië: Sobranie · 
Malta: Il-Kamra · 
Moldavië: Parlamentul · 
Monaco: Conseil National · 
Montenegro: Skupština · 
Nagorno-Karabach: Azgayin Zhoghov · 
Nederland: Staten-Generaal (Eerste Kamer en Tweede Kamer) · 
Noord-Cyprus: Cumhuriyet Meclisi · 
Noorwegen: Storting · 
Oekraïne: Verchovna Rada · 
Oostenrijk: Nationalrat · 
Polen: Sejm (en Senat) · 
Portugal: Assembleia da Republica · 
Roemenië: Camera Deputaţilor · 
Rusland: Federatieve vergadering (Staatsdoema en Federatieraad) · 
San Marino: Consiglio Grande e Generale · 
Servië: Narodna skupština · 
Slowakije: Národná Rada · 
Slovenië: Državni Zbor en Državni Svet · 
Spanje: Cortes Generales (Senado en Congreso de los Diputados) · 
Transnistrië: Opperste Sovjet · 
Tsjechië: Parlament (Senaat en Kamer van Afgevaardigden) · 
Turkije: Meclis · 
Verenigd Koninkrijk: Parliament (House of Commons en House of Lords) · 
Wit-Rusland: Nationale Vergadering (Huis van Afgevaardigden en Raad van de Republiek) · 
Zuid-Ossetië: Parlement · 
Zweden: Riksdag · 
Zwitserland: Bondsvergadering (Nationale Raad en Kantonsraad)
Cursief: wijst op een niet of slechts deels erkende staat